# Coleonema pulchrum
Coleonema pulchrum es una especie  de plantas  perteneciente a la familia Rutaceae. Son nativos de Sudáfrica.

## Descripción
Es un arbusto perennifolio que alcanza un tamaño de 0.7 - 1.3 m de altura. Se encuentra en Sudáfrica a una altitud de 300 - 1400 m.

## Taxonomía
Coleonema pulchrum fue descrita  por el  botánico William Jackson Hooker  y publicado en Bot. Mag. 61: t. 3340, en el año 1834.
Sinonimia
- Diosma angustifolia Hook.[3]